# Salvador Alvarado (község)
Salvador Alvarado község Mexikó Sinaloa államának északi részén. 2010-ben lakossága kb. 79 000 fő volt, ebből mintegy 64 000-en laktak a községközpontban, Guamúchilban, a többi 15 000 lakos a község területén található 85 kisebb településen élt. Nevét Salvador Alvarado forradalmárról kapta, aki az állam fővárosában, Culiacán Rosalesben született.

## Fekvése
A község Sinaloa állam közepétől északra helyezkedik el, alakja egy fejtetőre állított L betűre emlékeztet. A községközpont, Guamúchil a betű két szárának metszéspontjában fekszik. A község területe nagyrészt síkság, mely csak néhány méterrel fekszik a tengerszint felett (de a községnek tengerpartja nincs), középső és délkeleti részén viszont már a Nyugati-Sierra Madre hegyei kezdődnek. Legmagasabb pontja 700 m körüli magasságig emelkedik a középső rész keleti szélén. A csapadék éves mennyisége 400–800 mm, de időbeli eloszlása egyenetlen, így legtöbb vízfolyása csak időszakos. Állandó folyói az Évora és a Palmarito, az időszakos patakok közül jelentősebbek a Capomos, a Carricitos, az El Álamo, az El Gato, az El Huizache, az El Malinal, az El Palmerito, az El Piojal, az El Potrerillo, az El Rincón, az El Salado, a Gato de los Gallardos, az Higuerita, a La Caña, a Las Juntas, a Los Bonetes és a Seco. Emellett néhány mesterséges csatorna is behálózza a sík részeket, Guamúchil mellett pedig egy nagyobb víztározó, a Presa Eustaquio Buelna terül el. Salvador Alvarado területének legnagyobb részét, 79%-ot hasznosítanak növénytermesztésre, 15%-át vadon borítja, főként a hegyvidékeken.

## Népesség
A község lakóinak száma a közelmúltban folyamatosan növekedett, a változásokat szemlélteti az alábbi táblázat:
| Év   | Lakosság |
| ---- | -------- |
| 1990 | 66 659   |
| 1995 | 72 605   |
| 2000 | 73 303   |
| 2005 | 76 537   |
| 2010 | 79 085   |

## Települései
A községben 2010-ben 86 lakott helyet tartottak nyilván, de nagy részük igen kicsi: 45 településen 10-nél is kevesebben éltek. A jelentősebb helységek:
| Település                               | Lakosság (2010) |
| --------------------------------------- | --------------- |
| Guamúchil (községközpont)               | 63 743          |
| Benito Juárez                           | 5480            |
| Gabriel Leyva Velázquez (La Escalera)   | 776             |
| El Salitre                              | 754             |
| Tultita                                 | 716             |
| El Taballal                             | 577             |
| Caitime                                 | 541             |
| Cruz Blanca                             | 538             |
| Rodolfo Sánchez Taboada (Las Lagunitas) | 504             |
| Álamo de los Montoya                    | 419             |
| Ciénega de Casal                        | 396             |
| Colonia Veintisiete de Noviembre        | 374             |
| Las Cabezas                             | 341             |
| Colonia 20 de Noviembre                 | 318             |
| Buenavista                              | 271             |
| Emilio Álvarez Ibarra (Las Golondrinas) | 271             |
| Gustavo Díaz Ordaz                      | 269             |
| Lucio Blanco                            | 262             |
| Cacalotita                              | 255             |
| Colonia 15 de Septiembre                | 252             |